# Costel Ovidenie
Costel Ovidenie (n. 24 ianuarie 1955, com. Vîrlezi, județul Galați) este un politician român, fost membru al Parlamentului României în legislatura 2004-2008. Costel Ovidenie a fost ales pe listele PRM.